# Sibiel
Sibiel (en allemand Budenbach, Biddenbach, en hongrois Szibiel) est un village situé dans le județ de Sibiu (département de Sibiu), à une vingtaine de kilomètres au sud-ouest de Sibiu. Le village comptait 402 habitants en 2002. C'est un village qui a presque toujours été peuplé à 100 % de Roumains. Il fait partie de la zone baptisée « Mărginimea Sibiului », zone de 18 localités roumaines, du sud-ouest de la région de Sibiu, qui partagent un héritage ethnologique, culturel, architectural et historique commun.

Le village est rattaché à la commune de Săliște.

## Intérêt touristique
Le village de Sibiel est un village considéré comme représentatif du mode de vie traditionnel des Roumains de Transylvanie.
Parmi les curiosités touristiques, on trouve :
- le musée des icônes sur verre de Sibiel. Ce musée est le plus grand de ce genre de toute la Transylvanie ;

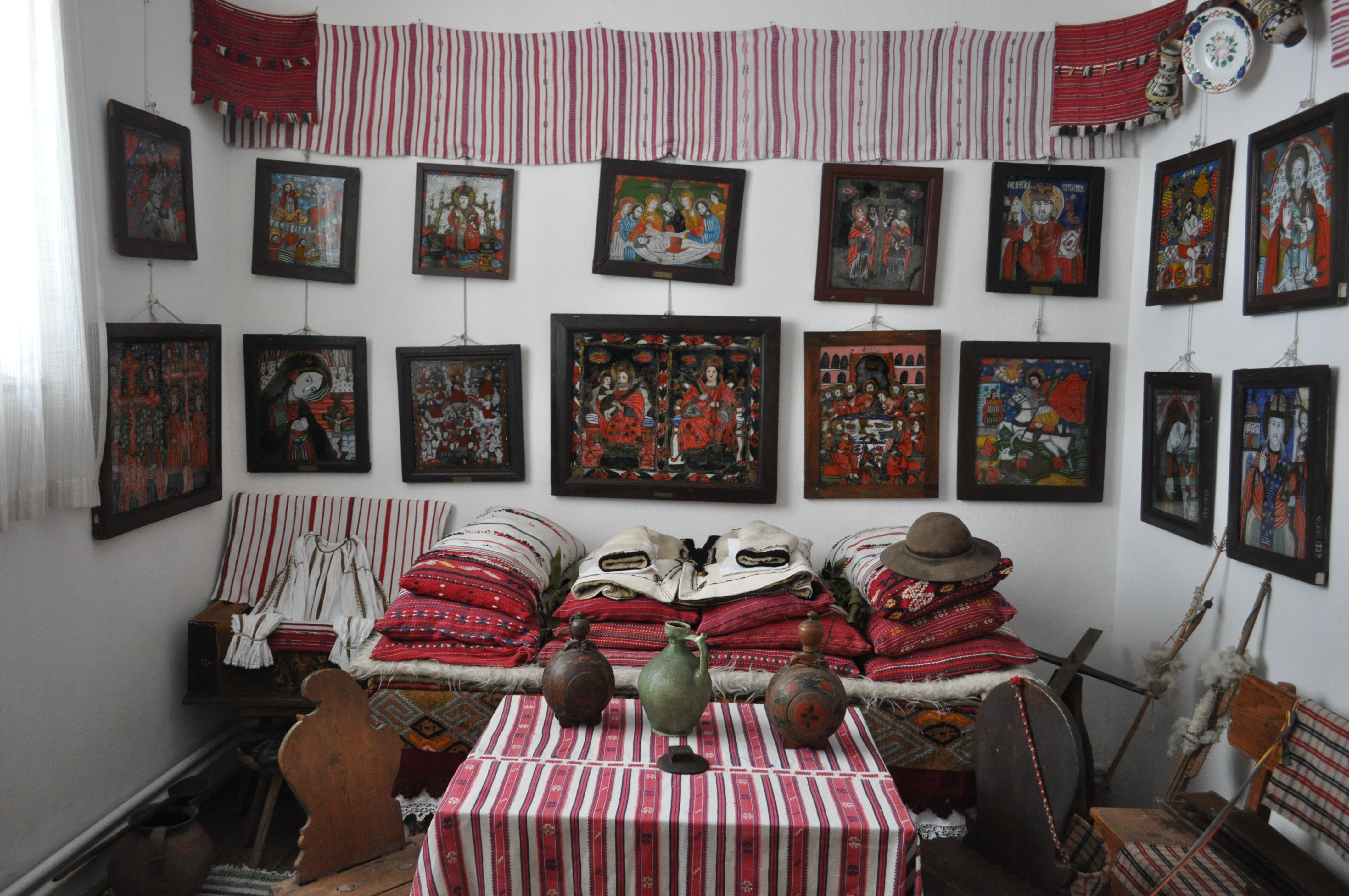
Le musée des icônes sur verre.

- l'église orthodoxe de la Sainte Trinité du XVIIIe siècle (construite entre 1765-1776) ;

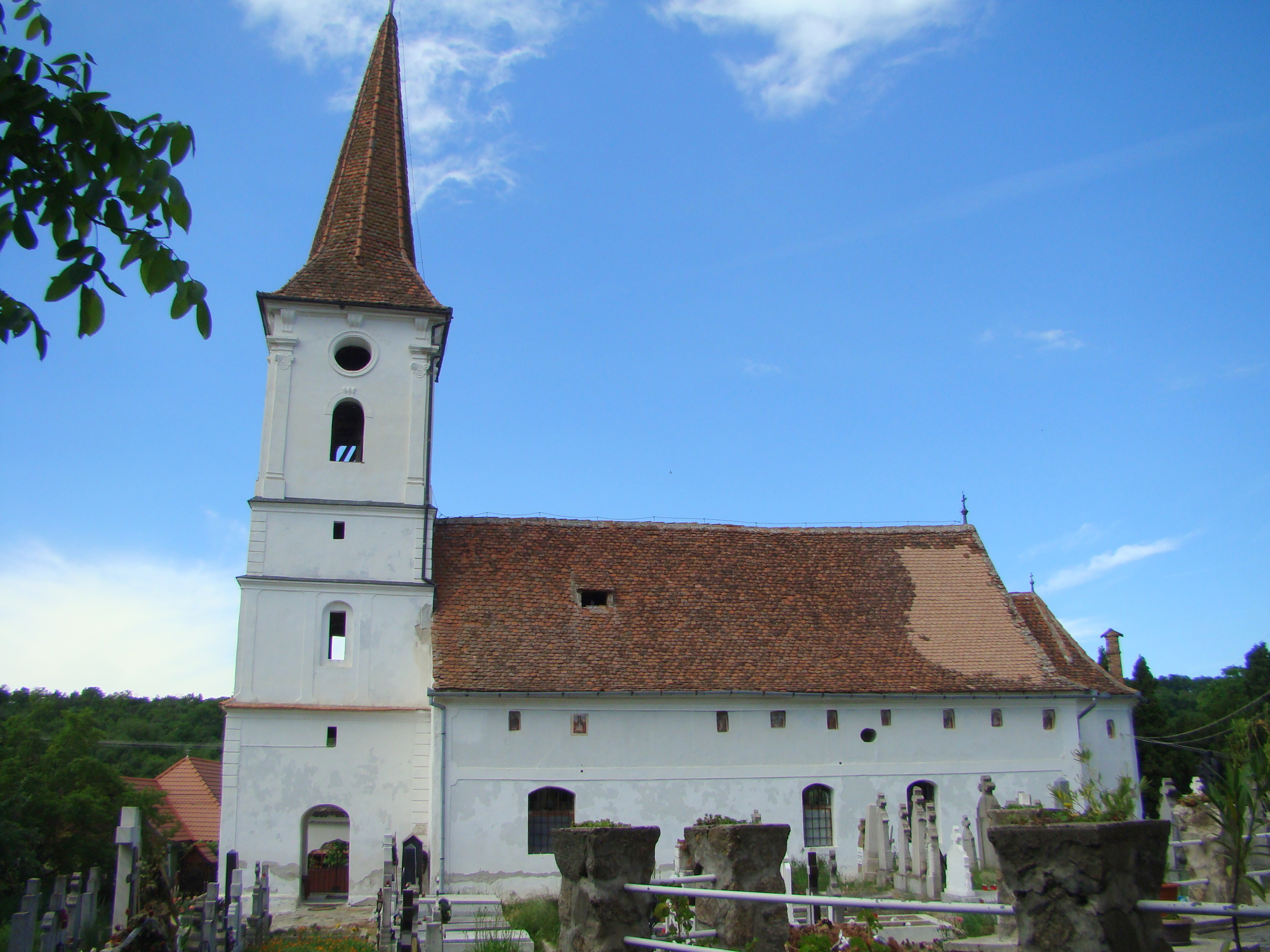
L’église de la Sainte-Trinité.

- de nombreuses maisons en bois traditionnelles du XVIIIe et du XIXe siècle ;
- sur le Vîrful Zidului, au sud-ouest du village, à 1098 mètres, le château fort de Salgo, dont il ne reste que des ruines.